# 클리포드 더 빅 레드 독
클리포드 더 빅 레드 독(영어: Clifford the Big Red Dog)은 빨간 대형견 클리포드를 주인공으로 한 미국의 아동도서 시리즈이다. 1963년에 처음 출판되었으며 작가는 노먼 브리드웰이다. 클리포드는 스콜라스틱의 공식 마스코트다.

## 각색화

### 텔레비전 애니메이션
- 《클리포드 빨간 큰개 빅빅》 (2000-2003)
- 《클리포드 퍼피 데이즈》 (2003-2006)
- 《클리포드 더 빅 레드 독》 (2019-현재)

### 애니메이션 영화
- 《클리포즈 리얼리 빅 무비》 (2004)

### 실사 영화
- 《클리포드 더 빅 레드 독》 (2021)